# Baraolt (Covasna)
Baraolt (deutsch veraltet Boralth, ungarisch Barót) ist eine Stadt im Kreis Covasna in der Region Siebenbürgen in Rumänien. 

## Lage
Baraolt liegt im historischen Szeklerland in einer nach der Stadt benannten Talsenke (Depresiunea Baraolt) der Ostkarpaten zwischen den Gebirgen Harghita im Nordosten, Baraolt im Südosten und Perșani im Westen. Die Kreishauptstadt Sfântu Gheorghe befindet sich etwa 30 km südöstlich.

## Geschichte

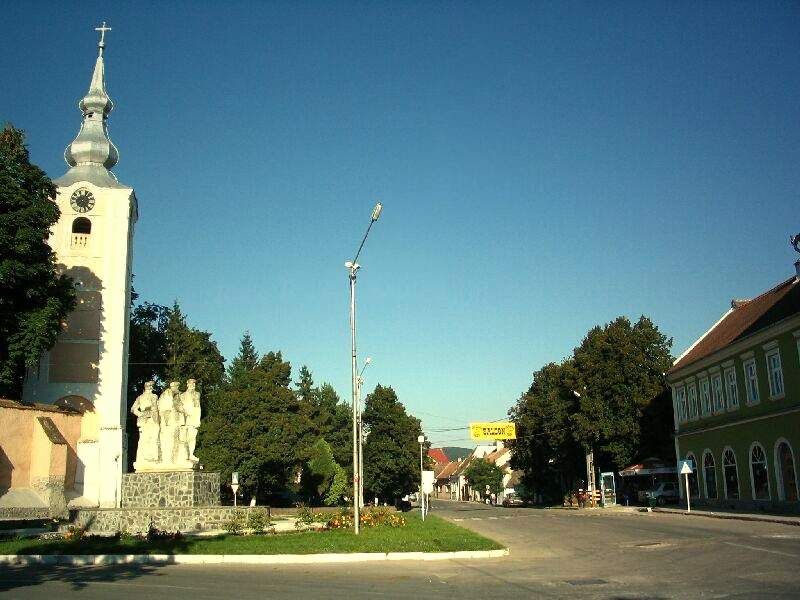
Baraolt

Die ältesten archäologischen Funde der Region stammen aus dem Äneolithikum und der Bronzezeit. Auch eine Siedlung aus der Zeit des Römischen Reiches ist nachgewiesen. Baraolt wurde 1224 unter der Bezeichnung Boralt im Goldenen Freibrief des ungarischen Königs  Andreas II. erstmals urkundlich erwähnt. Baraolt wird dort als Grenze des von den Siebenbürger Sachsen zu besiedelnden Gebietes genannt; wahrscheinlich war der Ort jedoch von Beginn an vorwiegend von Szeklern bewohnt. Der Ort gehörte später zum Fürstentum Siebenbürgen bzw. zu Österreich-Ungarn. Seit 1614 ist die Anwesenheit walachischer Familien, seit 1787 der rumänische Name belegt. Im 19. Jahrhundert setzte ein wirtschaftlicher Aufschwung durch den Abbau von Lignit – minderwertiger Steinkohle – ein. Nach Ende des Ersten Weltkrieges kam Baraolt 1918/20 an Rumänien. Von 1940 bis 1944 wurde der Ort durch den Zweiten Wiener Schiedsspruch nochmals kurzzeitig ein Teil Ungarns und lag unmittelbar an der rumänischen Grenze. Seitens rumänischer Quellen wird für diese Zeit von Repressalien gegen die rumänische Minderheit des Ortes berichtet. 1968 erhielt Baraolt den Status einer Stadt.
Heute lebt Baraolt außer vom Bergbau vorwiegend von der Landwirtschaft, der Abfüllung von Mineralwasser, der Holzverarbeitung, der Textilindustrie und vom Handel.

## Bevölkerung
1850 waren auf dem Gebiet der heutigen Stadt 5540 Einwohner registriert, von denen 1849 in Baraolt, die übrigen 3691 in den heute eingemeindeten Ortschaften lebten. 4946 waren Ungarn, 399 Rumänen und 175 Roma. Bis 1992 war ein  Bevölkerungszuwachs zu verzeichnen (10.493). Bei der Volkszählung 2002 lebten in Baraolt noch 9670 Personen, davon 5914 in der eigentlichen Stadt und 3756 in den Katastralgemeinden. 9271 bezeichneten sich als Ungarn, 300 als Rumänen, 84 als Roma und elf als Rumäniendeutsche.

## Verkehr
Baraolt verfügt über keinen eigenen Bahnanschluss. Der Bahnhof Augustin an der Bahnstrecke Teiuș–Brașov liegt etwa 5 km entfernt. Es bestehen regelmäßige Busverbindungen nach Sfântu Gheorghe, Brașov und Budapest.

## Sehenswürdigkeiten
- Museum
- katholische Kirche (1564)
- katholische Kapelle (1755)
- reformierte Kirche im Ortsteil Biborțeni (13./14. Jahrhundert)
- reformierte Kirche im Ortsteil Căpeni (14. Jahrhundert)